# Kościół Wniebowzięcia Najświętszej Maryi Panny w Marwicach
Kościół Wniebowzięcia Najświętszej Maryi Panny w Marwicach – zabytkowy, katolicki kościół filialny, znajdujący się we wsi Marwice (powiat gryfiński). Należy do parafii Najświętszego Serca Pana Jezusa w Widuchowej.

## Historia
Obiekt zbudowano dla lokalnej społeczności protestanckiej w latach 1828-1834. Kościół katolicki przejął świątynię w 1946. 

## Architektura
Salowy kościół z muru pruskiego wzniesiono w konstrukcji słupowo-ramowej (jest jednym z najmłodszych i największych kościołów na Pomorzu Zachodnim zbudowanym w tej konstrukcji). Jest orientowany. Nie ma wyodrębnionego prezbiterium. Wieża jest osadzona na nawie. Wieńczy ją dach namiotowy. Dzwon pochodzi z 1834. Wejście znajduje się zarówno od frontu, jak i z boku nawy. Nawa kryta jest dachem jednokalenicowym (dachówka ceramiczna). Kościół jest ogrodzony murem z kamienia polnego.

## Wnętrze
Strop nad nawą jest belkowy. Wewnątrz znajdują się: empora i ołtarz ambonowy w stylu neogotyckim pochodzący z 1834.

## Otoczenie
Na placu przykościelnym stoi kapliczka, która wtórnie wykorzystuje dawny pomnik poległych w I wojnie światowej.